# Винстон (Мисури)
Винстон (енгл. Winston) град је у америчкој савезној држави Мисури.

## Демографија
По попису из 2010. године број становника је 259, што је 12 (4,9%) становника више него 2000. године.
| Група             | 2000.       | 2010.       |
| Белци             | 238 (96,4%) | 252 (97,3%) |
| Афроамериканци    | 0 (0,0%)    | 3 (1,2%)    |
| Азијати           | 0 (0,0%)    | 0 (0,0%)    |
| Хиспаноамериканци | 4 (1,6%)    | 2 (0,8%)    |
| Укупно            | 247         | 259         |